# Franco Colapinto
Franco Alejandro Colapinto (Pilar, 27 maggio 2003) è un pilota automobilistico argentino con cittadinanza italiana, attivo in Formula 1 con l'Alpine.
Nel 2023 è entrato nella Williams Driver Academy, con cui ha corso le prove libere del Gran Premio di Gran Bretagna 2024 per poi diventare pilota titolare della Williams dal Gran Premio d'Italia 2024 fino a fine stagione.
All'inizio della stagione 2025 diventa pilota di riserva per il team Alpine, salvo ottenere il sedile dopo i primi 6 GP dell'anno, dove rimpiazza l'australiano Jack Doohan.

## Carriera

### Karting e i primi anni in monoposto
Colapinto nasce a Pilar in provincia di Buenos Aires e fin da piccolo si appassiona alla Formula 1 e nomina Juan Manuel Fangio, Lewis Hamilton e Ayrton Senna come suoi piloti preferiti. All'età di nove anni inizia a correre nel karting. Nel 2016 vince il campionato di kart argentino. Nel 2018 partecipa anche al campionato europeo della FIA.
Colapinto esordisce in monoposto nel 2018, partecipando alle ultime gare della Formula 4 spagnola. Nel 2019 trova il supporto della FA di Fernando Alonso e gareggia nella F4 spagnola per l'intera stagione. Conquista dieci pole e undici vittorie che lo portano a vincere il suo primo campionato in monoposto.

### Formula Renault e Toyota Racing
Nel 2019 con il team Drivex School partecipa come pilota ospite per le gare sul Circuito di Spa-Francorchamps nel Euroformula Open e nei due weekend di Catalogna e Spa della Formula Renault Eurocup. Nel 2020 cambia team, passa al team MP Motorsport e partecipa a tempo pieno al campionato della Renault. Conquista nove podi tra cui due vittorie. Finisce terzo in classifica dietro a Victor Martins e Caio Collet.
Nel gennaio del 2020 partecipa alla Toyota Racing Series con il team Kiwi Motorsport. Anche in questa categoria trova la vittoria nella seconda gara a Hampton davanti a Liam Lawson. Colapinto conquista altri 7 podi, finisce il campionato terzo davanti al futuro pilota di Formula 1 Yuki Tsunoda e vince la classifica riservata ai Rookie.

### Formula Regional europea

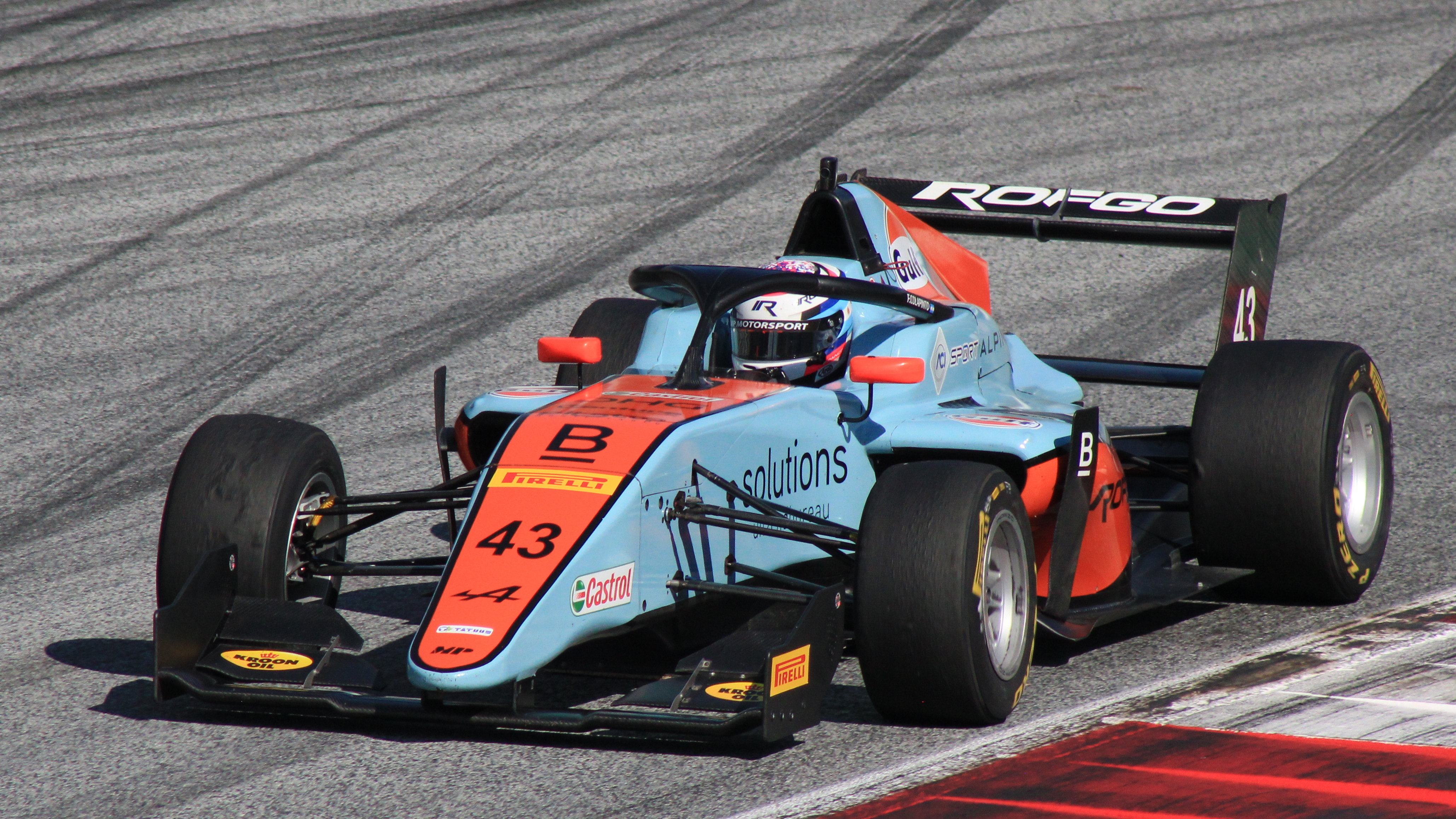
Colapinto in Austria nel 2021

Nell'ottobre 2020, Colapinto svolge con MP Motorsport i test post-stagionali del Campionato di Formula 3. Il team MP Motorsport sceglie altri piloti per la Formula 3, Colapinto viene scelto dal team olandese per il Formula 3 regional europea. Ma nel primo appuntamento a Imola, il pilota argentino rimane bloccato in Spagna ed è costretto a saltare le due gare iniziali. Nel secondo weekend a Barcellona è autore di due errori, mentre a Monaco gli viene cancellato il tempo nelle qualifiche e decide di lasciare l'evento.
A Zandvoort in Olanda conquista il suo primo podio nella categoria, grazie a un secondo posto in gara due dopo una lunga battaglia con Gabriele Minì, mentre al Red Bull Ring ottiene il weekend perfetto conquistando pole position, giro veloce e vittoria in entrambe le due gare davanti a Hadrien David. A motori spenti il pilota argentino viene penalizzato, perdendo così la vittoria nella seconda gara. A Valencia conquista la sua terza pole consecutiva, e torna alla vittoria in gara uno. Il pilota argentino chiude la stagione sesto in classifica piloti dietro a Isack Hadjar.

### Endurance
Nel febbraio 2021, Colapinto è entrato a far parte di G-Drive Racing per la stagione 2021 della Asian Le Mans Series con i suoi co-piloti Rui Andrade e John Falb. La stagione lo vede rivendicare 3 podi in 4 gare e terminare il campionato terzo assoluto.
Lo stesso anno partecipa anche alla European Le Mans Series con i co-piloti Roman Rusinov e Nyck de Vries. Sul Circuito di Catalogna conquista la pole, ma in gara si devono accontentare del quarto posto. Nella seconda gara al Red Bull Ring chiudono secondi dietro il Team WRT, formato da Kubica, Délétraz e Ye Yifei. Il terzo appuntamento si disputa al Paul Ricard, i tre piloti della G-Drive conquistano la loro seconda pole nella stagione, in gara completano ben 126 giri in quattro ore e conquistano la loro prima vittoria. Anche a Monza riescono a conquistare la pole, questa volta grazie al tempo di Colapinto, ma in gara a causa di problemi tecnici scendono all'ottavo posto. Il team G-Drive Racing non riesce a ottenere altri buoni risultati e chiudono quinti in classifica finale.
Sempre con G-Drive e con Roman Rusinov e Nyck de Vries partecipano alla 24 Ore di Le Mans 2021 nella categoria LMP2. L'equipaggio finisce 12º, settimo nella loro categoria.

### Formula 3

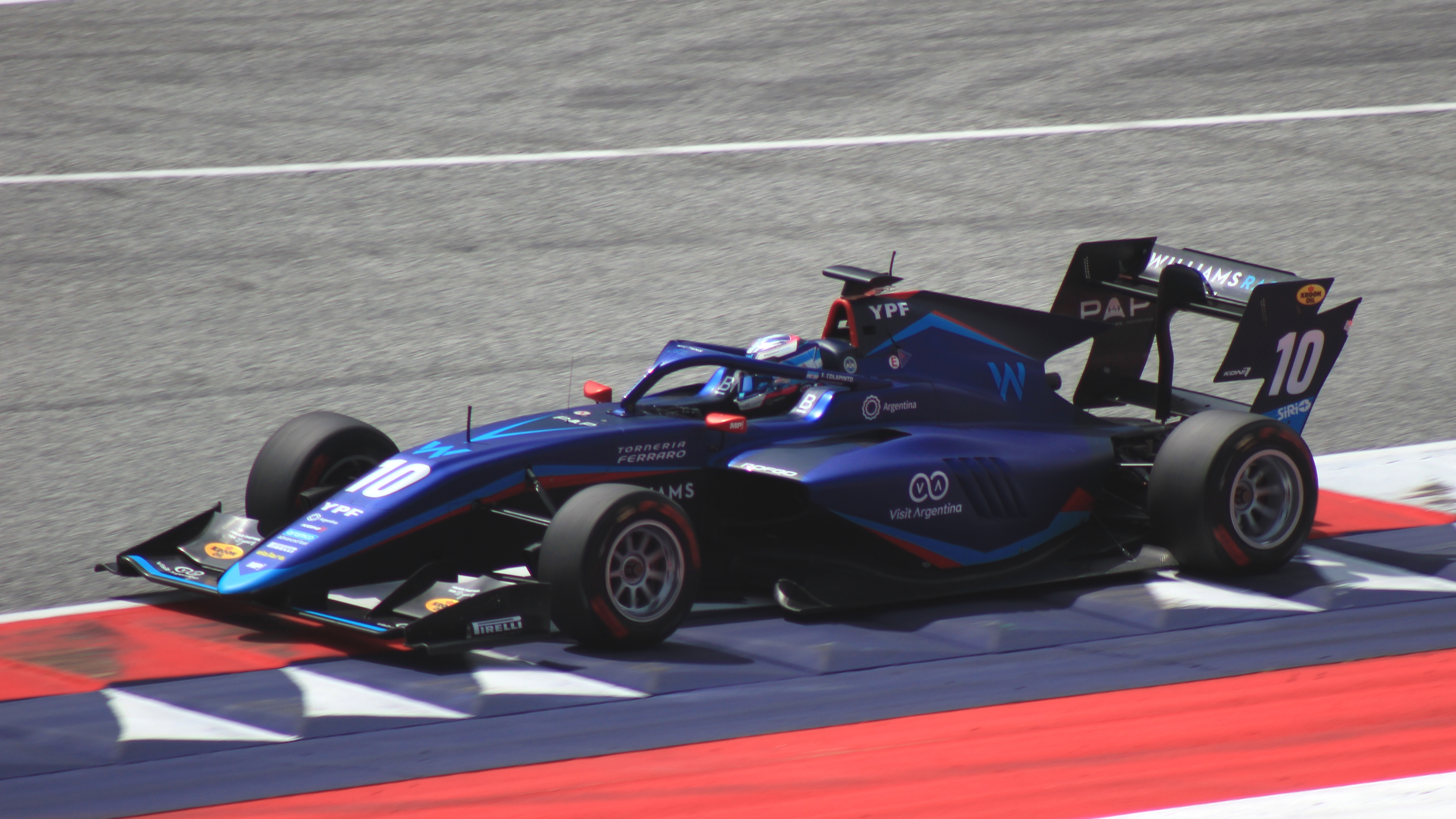
Franco Colapinto alla guida della Dallara F3 2019

Nel novembre del 2021 sempre con MP Motorsport, Colapinto partecipa per la seconda volta ai test collettivi della Formula 3 sul Circuito di Valencia. Il tre febbraio il pilota argentino riesce a trovare un sedile per la stagione 2022 di F3, accordandosi con il nuovo team Van Amersfoort Racing. Il pilota italo-argentino si dimostra subito veloce conquistando la pole position nella prima gara stagionale in Bahrain. La prima vittoria arriva nella terza gara stagionale a Imola davanti a Victor Martins e Jak Crawford. Dopo aver ottenuto altri tre podi, nella prima gara di Monza conquista la sua seconda vittoria stagionale. L'argentino chiude la sua prima stagione in F3 al nono posto in classifica.
Il 9 gennaio 2023 Colapinto entra nella Williams Driver Academy, inoltre conferma la sua presenza in Formula 3 ritornando a correre con il team MP Motorsport. In Bahrain torna subito a podio chiudendo secondo dietro a Pepe Martí in gara uno. A Melbourne ottiene la vittoria in gara-1, ma a fine gara viene squalificato per irregolarità della vettura. Nella seconda corsa di Barcellona riesce a tornare a podio arrivando secondo dietro Pepe Martí, mentre nella prima corsa di Silverstone ottiene la sua seconda vittoria stagionale davanti a Gabriel Bortoleto. Colapinto torna a podio anche nella corsa dell'Hungaroring dietro alle due Prema. La sua seconda vittoria stagionale arriva in gara uno a Monza davanti al neo campione Gabriel Bortoleto. Colapinto chiude la sua seconda stagione di Formula 3 con al attivo due vittorie e altri cinque podi chiudendo quarto in classifica. Nel novembre del 2023 prende parte al Gran Premio di Macao sempre con il team olandese.

### Formula 2

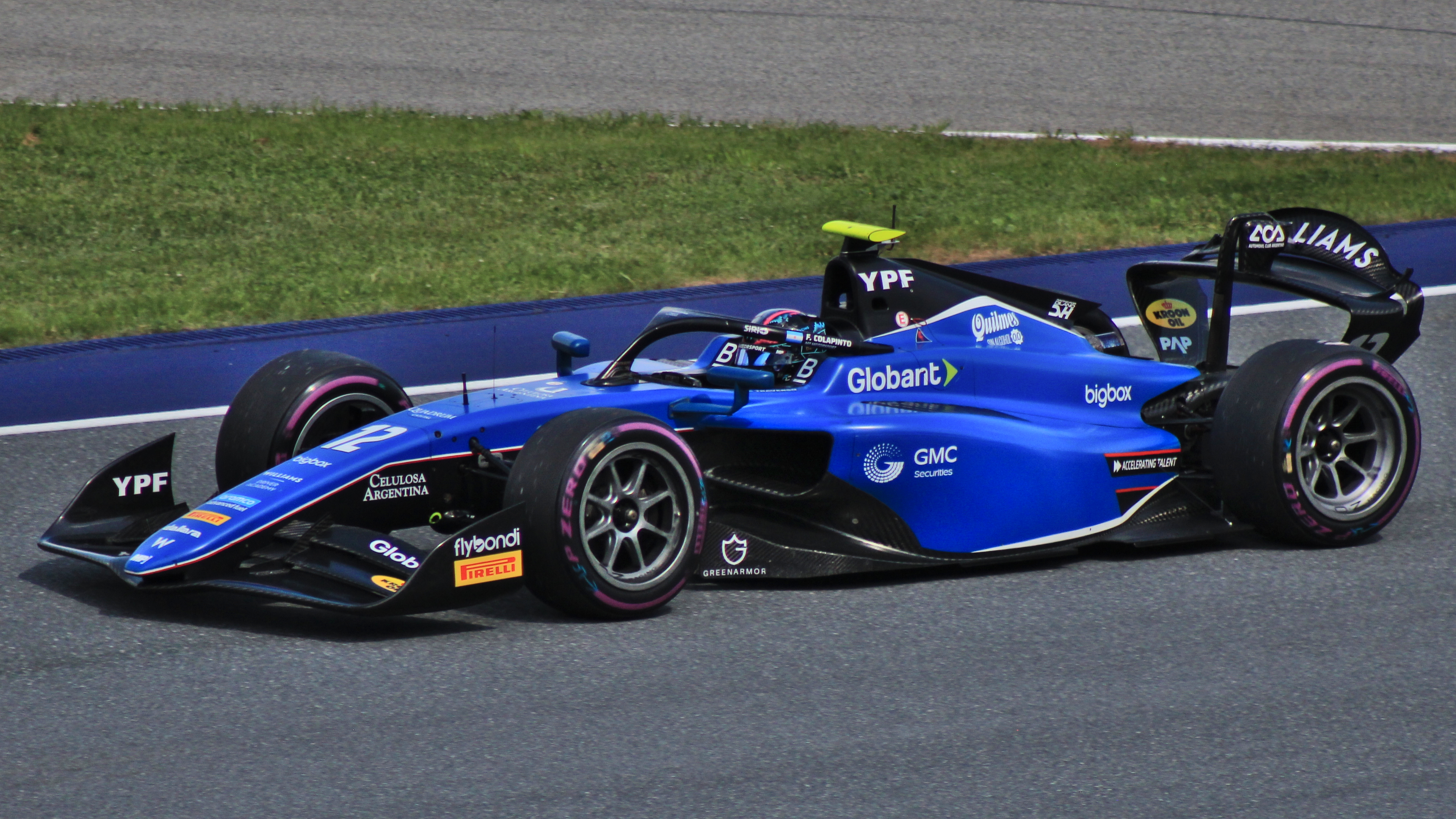
Franco Colapinto nel 2024 durante la stagione di F2

Rimasto legato al team MP Motorsport partecipa all'ultimo round della stagione 2023 di F2 e viene confermato per l'intera stagione 2024. Nella Sprint Race d'Imola ottiene la sua prima vittoria nella serie dopo aver superato Paul Aron all'ultimo giro, in seguito nella Feature Race di Barcellona ottiene il suo secondo podio stagionale arrivando secondo dietro Jak Crawford. Anche nella Feature Race di Spielberg chiude secondo dietro al brasiliano Gabriel Bortoleto. In seguito al suo passaggio in Formula 1 lascia la stagione di Formula 2 prima del round di Monza.

### Formula 1
Nel 2023 Colapinto entra nella Williams Driver Academy, durante i test post-stagionali a Yas Marina ha la possibilità di scendere in pista con la Williams FW45. Nel 2024 il pilota argentino prende parte alla prove libere del Gran Premio di Gran Bretagna con la FW46.

#### 2024: L'esordio in Williams
Il 27 agosto 2024 a seguito del licenziamento di Logan Sargeant, il pilota argentino prende il posto dello statunitense, debuttando in Formula 1 con la scuderia Williams in occasione del Gran Premio d'Italia. Grazie alle deroghe dovute al COVID-19, il pilota argentino riesce ad ottenere i punti necessari per ottenere la Superlicenza FIA e gareggiare in Formula 1. In qualifica ottiene il diciottesimo posto e in gara rimonta fino al dodicesimo posto. Nel suo secondo Gran Premio, in Azerbaigian, ottiene un ottimo ottavo posto conquistando i primi punti in Formula 1. Ripete lo stesso risultato nel Gran Premio degli Stati Uniti d'America, mentre nelle ultime cinque gare della stagione alterna buoni risulti ad incidenti in gara che lo vedono così terminare il campionato in diciannovesima posizione nella Classifica Piloti con cinque punti.
Alla fine della stagione, con l'arrivo, già previsto, di Carlos Sainz Jr., il pilota argentino viene retrocesso a terzo pilota del team di Grove, ma nel gennaio del 2025 si trasferisce alla Alpine.

#### 2025: Terzo pilota in Alpine e subentro alla guida a stagione in corso
Il 9 gennaio 2025 il pilota argentino passa alla Alpine firmando un contratto pluriennale, diventando terzo pilota e collaudatore del team francese per la stagione 2025 insieme a Ryō Hirakawa e Paul Aron. Viene promosso a titolare il 7 maggio 2025, dopo le prestazioni deludenti di Jack Doohan nelle prime gare della stagione. La decisione rientra in una ristrutturazione voluta dall'Executive Advisor del team Flavio Briatore. La sua prima gara di ritorno è però complessa: ad Imola infatti è protagonista di un incidente in Q1 e chiude poi la gara in sedicesima posizione.

## Risultati

### Riassunto della carriera
| Stagione | Categoria                  | Team                  | Gare | Vittorie | Pole | GPV | Podi | Punti | Pos. |
| -------- | -------------------------- | --------------------- | ---- | -------- | ---- | --- | ---- | ----- | ---- |
| 2018     | Formula 4 spagnola         | Drivex School         | 4    | 1        | 2    | 0   | 2    | 49    | 9º   |
| 2019     | Formula 4 spagnola         | Drivex School         | 21   | 11       | 10   | 10  | 13   | 325   | 1º   |
| 2019     | Euroformula Open           | Drivex School         | 2    | 0        | 0    | 0   | 0    | 0     | 27º  |
| 2019     | Formula Renault Eurocup    | Drivex con FA         | 4    | 0        | 0    | 0   | 0    | 0     | NC†  |
| 2020     | Formula Renault Eurocup    | MP Motorsport         | 20   | 2        | 0    | 2   | 9    | 213.5 | 3º   |
| 2020     | Toyota Racing Series       | Kiwi Motorsport       | 15   | 1        | 1    | 2   | 8    | 315   | 3º   |
| 2021     | Formula 3 regional europea | MP Motorsport         | 16   | 2        | 2    | 3   | 4    | 140   | 6º   |
| 2021     | Asian Le Mans Series       | G-Drive Racing        | 4    | 0        | 3    | 3   | 3    | 66    | 3º   |
| 2021     | European Le Mans Series    | G-Drive Racing        | 6    | 1        | 3    | 0   | 2    | 74    | 5º   |
| 2021     | WEC - LMP2                 | G-Drive Racing        | 1    | 0        | 0    | 0   | 0    | 0     | NC†  |
| 2021     | 24 Ore di Spa              | ROFGO con Team WRT    | 1    | 0        | 0    | 0   | 0    | 0     | 22°  |
| 2022     | Formula 3                  | Van Amersfoort Racing | 18   | 2        | 1    | 0   | 5    | 76    | 9º   |
| 2023     | Formula 3                  | MP Motorsport         | 18   | 2        | 0    | 0   | 5    | 110   | 4º   |
| 2023     | Formula 2                  | MP Motorsport         | 2    | 0        | 0    | 0   | 0    | 0     | 25º  |
| 2024     | Formula 2                  | MP Motorsport         | 20   | 1        | 0    | 0   | 3    | 96    | 9º   |
| 2024     | Formula 1                  | Williams F1           | 9    | 0        | 0    | 0   | 0    | 5     | 19º  |
| 2025     | Formula 1                  | Alpine F1 Team        | 6    | 0        | 0    | 0   | 0    | 0*    |      |

† Pilota ospite, non idoneo ai punti.
* Stagione in corso.

### Risultati Formula Renault Eurocup
(legenda) (Le gare in grassetto indicano la pole position) (Le gare in corsivo indicano Gpv)
| Stagione | Team                | 1   | 2   | 3   | 4   | 5   | 6   | 7   | 8   | 9   | 10  | 11  | 12  | 13  | 14  | 15  | 16  | 17  | 18  | 19  | 20  | Punti | Pos. |
| -------- | ------------------- | --- | --- | --- | --- | --- | --- | --- | --- | --- | --- | --- | --- | --- | --- | --- | --- | --- | --- | --- | --- | ----- | ---- |
| 2019     | FA Racing di Drivex | MNZ | MNZ | SIL | SIL | MON | MON | LEC | LEC | SPA | SPA | NÜR | NÜR | HUN | HUN | CAT | CAT | HOC | HOC | YMC | YMC | -     | NC†  |
| 2019     | FA Racing di Drivex |     |     |     |     |     |     |     |     | 12  | 20  |     |     |     |     | 11  | 10  |     |     |     |     | -     | NC†  |
| 2020     | MP Motorsport       | MNZ | MNZ | IMO | IMO | NÜR | NÜR | MAG | MAG | ZAN | ZAN | CAT | CAT | SPA | SPA | IMO | IMO | HOC | HOC | LEC | LEC | 213.5 | 3º   |
| 2020     | MP Motorsport       | 1   | 3   | 6   | 7   | 7   | 6   | 13  | Rit | 6   | 3   | 6   | 3   | 1   | 12  | 4   | 2   | 4   | 3   | 3   | 3   | 213.5 | 3º   |

† Colapinto è un pilota ospite, non idoneo ai punti.

### Risultati Formula 3 Regional europea
(legenda) (Le gare in grassetto indicano la pole position) (Le gare in corsivo indicano Gpv)
| Stagione | Team          | 1   | 2   | 3   | 4   | 5   | 6   | 7   | 8   | 9   | 10  | 11  | 12  | 13  | 14  | 15  | 16  | 17  | 18  | 19  | 20  | Punti | Pos. |
| -------- | ------------- | --- | --- | --- | --- | --- | --- | --- | --- | --- | --- | --- | --- | --- | --- | --- | --- | --- | --- | --- | --- | ----- | ---- |
| 2021     | MP Motorsport | IMO | IMO | CAT | CAT | MON | MON | LEC | LEC | ZAN | ZAN | SPA | SPA | RBR | RBR | VAL | VAL | MUG | MUG | MNZ | MNZ | 140   | 6º   |
| 2021     | MP Motorsport |     |     | 28  | Rit |     |     | 12  | 12  | 5   | 2   | Rit | 6   | 1   | 4   | 1   | 2   | Rit | 5   | 7   | 6   | 140   | 6º   |

### Risultati European Le Mans Series
| Anno | Squadra        | Classe | Vettura  | CAT | RBR | LEC | MNZ | SPA | POR | Punti | Pos. |
| ---- | -------------- | ------ | -------- | --- | --- | --- | --- | --- | --- | ----- | ---- |
| 2021 | G-Drive Racing | LMP2   | Aurus 01 | 4   | 2   | 1   | 8   | NC  | 5   | 74    | 5°   |

### Risultati 24 Ore di Le Mans
| Anno | Team           | Co-Pilota                   | Auto            | Classe | Giri | Pos. | Class Pos. |
| ---- | -------------- | --------------------------- | --------------- | ------ | ---- | ---- | ---------- |
| 2021 | G-Drive Racing | Roman Rusinov Nyck de Vries | Aurus 01-Gibson | LMP2   | 358  | 12°  | 7°         |

### Risultati Formula 3
(legenda) (Le gare in grassetto indicano la pole position) (Le gare in corsivo indicano Gpv)
| Anno | Team                  | 1   | 2   | 3   | 4   | 5   | 6   | 7   | 8   | 9   | 10  | 11  | 12  | 13  | 14  | 15  | 16  | 17  | 18  | Punti | Pos. |
| ---- | --------------------- | --- | --- | --- | --- | --- | --- | --- | --- | --- | --- | --- | --- | --- | --- | --- | --- | --- | --- | ----- | ---- |
| 2022 | Van Amersfoort Racing | BHR | BHR | IMO | IMO | CAT | CAT | SIL | SIL | RBR | RBR | HUN | HUN | SPA | SPA | ZAN | ZAN | MNZ | MNZ | 76    | 9º   |
| 2022 | Van Amersfoort Racing | 25  | 5   | 1   | 22  | Rit | 8   | 13  | Rit | 3   | 6   | 2   | 15  | 15  | 12  | 13  | 3   | 1   | 14  | 76    | 9º   |
| 2023 | MP Motorsport         | BHR | BHR | MEL | MEL | MON | MON | CAT | CAT | RBR | RBR | SIL | SIL | HUN | HUN | SPA | SPA | MNZ | MNZ | 110   | 4º   |
| 2023 | MP Motorsport         | 2   | 10  | SQ  | Rit | 4   | 6   | 6   | 2   | 13  | 4   | 1   | 8   | 7   | 3   | 5   | 10  | 1   | Rit | 110   | 4º   |

### Risultati Formula 2
(legenda) (Le gare in grassetto indicano la pole position) (Le gare in corsivo indicano Gpv)
| Stagione | Team          | 1   | 2   | 3   | 4   | 5   | 6   | 7   | 8   | 9   | 10  | 11  | 12  | 13  | 14  | 15  | 16  | 17  | 18  | 19  | 20  | 21  | 22  | 23  | 24  | 25  | 26  | 27  | 28  | Punti | Pos. |
| -------- | ------------- | --- | --- | --- | --- | --- | --- | --- | --- | --- | --- | --- | --- | --- | --- | --- | --- | --- | --- | --- | --- | --- | --- | --- | --- | --- | --- | --- | --- | ----- | ---- |
| 2023     | MP Motorsport | BHR | BHR | JED | JED | ALB | ALB | BAK | BAK | MON | MON | CAT | CAT | RBR | RBR | SIL | SIL | HUN | HUN | SPA | SPA | ZAN | ZAN | MNZ | MNZ | YMC | YMC |     |     | 0     | 25º  |
| 2023     | MP Motorsport |     |     |     |     |     |     |     |     |     |     |     |     |     |     |     |     |     |     |     |     |     |     |     |     | 19  | Rit |     |     | 0     | 25º  |
| 2024     | MP Motorsport | BHR | BHR | JED | JED | ALB | ALB | IMO | IMO | MON | MON | CAT | CAT | RBR | RBR | SIL | SIL | HUN | HUN | SPA | SPA | MNZ | MNZ | BAK | BAK | LUS | LUS | YMC | YMC | 96    | 9°   |
| 2024     | MP Motorsport | 18  | 6   | 11  | Rit | 4   | SQ  | 1   | 5   | 5   | 13  | 18  | 2   | 11  | 2   | 5   | 4   | 5   | 13  | 8   | Rit |     |     |     |     |     |     |     |     | 96    | 9°   |

### Risultati Formula 1
| 2024 | Scuderia | Vettura |  |  |  |  |  |  |  |  |  |  |  |    |  |  |  |    |   |    |    |    |     |    |     |     | Punti | Pos. |
| ---- | -------- | ------- |  |  |  |  |  |  |  |  |  |  |  | -- |  |  |  | -- | - | -- | -- | -- | --- | -- | --- | --- | ----- | ---- |
| 2024 | Williams | FW46    |  |  |  |  |  |  |  |  |  |  |  | SP |  |  |  | 12 | 8 | 11 | 10 | 12 | Rit | 14 | Rit | Rit | 5     | 19º  |

| 2025 | Scuderia | Vettura |  |  |  |  |  |  |    |    |    |    |    |    |    |    |  |  |  |  |  |  |  |  |  |  | Punti | Pos. |
| ---- | -------- | ------- |  |  |  |  |  |  | -- | -- | -- | -- | -- | -- | -- | -- |  |  |  |  |  |  |  |  |  |  | ----- | ---- |
| 2025 | Alpine   | A525    |  |  |  |  |  |  | 16 | 13 | 15 | 13 | 15 | NP | 19 | 18 |  |  |  |  |  |  |  |  |  |  | 0     |      |

| Legenda | 1º posto     | 2º posto | 3º posto    | A punti         | Senza punti/Non class.  | Grassetto – Pole position Corsivo – Giro più veloce Apice – Risultato Sprint (A punti) |
| Legenda | Squalificato | Ritirato | Non partito | Non qualificato | Solo prove/Terzo pilota | Grassetto – Pole position Corsivo – Giro più veloce Apice – Risultato Sprint (A punti) |